# Kuželjevec
Kuželjevec – wieś w Słowenii, w gminie Ivančna Gorica. W 2018 roku liczyła 47 mieszkańców.